# 阿里亚纳
阿里亚纳（希臘語：Αρριανά）是希腊东马其顿和色雷斯大区罗多彼专区的市镇，行政中心为菲利拉镇。市镇面积为771.2平方公里，2021年人口数量为14,905人。
现今范围的市镇设立于2011年地方政府改革中，由原4个市镇合并而成，原市镇则成为此市镇的4个市区。阿里亚纳市区（即原阿里亚纳市镇）的面积为178.391平方公里，2021年人口数量为5,288人。